# Гимназија „Жарко Зрењанин” Врбас
Гимназија „Жарко Зрењанин“ у Врбасу је једна од три најстарије гимназије у Србији. Основана је 1809. године, кад је читава Војводина била у саставу Хабзбуршке монархије, као Латинска школа. Од 1888. године, школа се налази у згради (Улица палих бораца 9) саграђеној на 80. годишњицу њеног постојања.
Године 1998. Покрајински завод за заштиту споменика културе Војводине из Новог Сада прогласио је зграду Гимназије "Жарко Зрењанин" у Врбасу, за споменик културе.
Данас је Гимназија Врбас модерно опремљена и савремена школа. Наставу похађа 720 ученика распоређених у три смера друштвено-језички, општи и природно-математички смер. Настава се изводи у две смене. Настава се одржава на српском језику и на основу планова и програма предвиђених Законом о основама система образовања и васпитања. Гимназија поседује школску библиотеку са фондом од преко 11.000 књига, стручне литературе и лектире. У Школи је основана "Галерија 2002" која је професионалног карактера и у њој се излажу оригинална дела. Од 1953. године, годишње се издаје школски лист ”Млади дани”. Симбол Гимназије је постало старо пајасеново дрво (врста acer negundo L.) у њеном дворишту.

## Историјат

### Период од 1809. до 1919. године
Овај временски интервал се односи на постојање гимназије од оснивања Приватне латинске школе до укључења у систем тадашњег југословенског образовања.
1809. године је основана школа у Новом Врбасу, када је учитељ Јован (Јохан, Јанош) Бласи почео да подучава децу из петнаест немачких породица. Две године пре тога, 1807. године је Андреас Мокри, нововрбаски нотар, поверио своју децу Јохану Бласију на подучавање. С обзиром да су и друге имућне породице желеле да имају образовану децу која би учила предмете у рангу ниже гимназије, како би касније наставила школовање у Више гимназије у Мезеберењу (округ Бекеш). Јован Блаши је постао први директор школе ком се прикључио учитељ и свештеник Евангелистичко-лутеранске цркве - Андреас Сколка. Сколка ће бити један од заслужнијих људи у управљању школом. У првој школи су поред Бласија и Сколке радила још два учитеља - Јован Бузаш из Новог Врбаса и Јосип Нађ из Куцуре, а настава је била на латинском језику.
1816. године, након смрти Андреаса Сколке, Јохан Бласи је напустио школу, али су овдашњи Немци успели да сачувају школу. Године 1822. школа мења назив у Конфесионална граматичка школа, тј. припремна латинска школа где су се изучавале граматика, реторика и дијалектика.
За издржавање школе су црквене општине давале свој годишњи прилог. Сениорат је 1835. године купио једну кућу. То је била обична приземна кућа са улазном капијом у средини, изнад које је професор Абафи поставио таблу са следећим кроностихом: Сениорат лат. Vs e Vang a Vg Vst Conf. BaCsIensIsMVsIsDICa Verat (Бачки евангелички сениорат аугс. конф. посветио је ово здање музама). Велика слова су означавала годину 1835. Та табла је остала над улазом до 1872. године, када је евангеличка сениоратска школа претворена у Патронатску нижу реалну гимназију.
Године 1824/25. школа је имала 36 ђака а наредне школске године 64. Ђаци су били распоређени у четири разреда. У два нижа разреда је наставни језик био немачки, у вишим разредима латински. У четвртом разреду је латински био заступљен са 14 часова недељно. Настава је делом обављана и на српском и на мађарском.
Од улазне капије десно био је смештен први разред, лево од капије се налазила професорска зборница, поред четвртог разреда у дворишној згради с леве стране налазили су се други и трећи разред.
Школски одбор основан је по први пут 1827. године и бавио се вођењем школе. Сачињавало га је осам чланова који су се састајали три пута годишње. У периоду од 1826. до 1836. године, директор школе је био Карло Абафи. За време његовог мандата, основана је школска библиотека, али је он због противљења мађаризацији био принуђен да напусти школу, а број ученика је опао.
Њега наслеђује бечки студент Михајло (Михаљ) Годра, који је на месту директора школе био 32 године. Под утицајем мађаризације, предмете је са немачког, почео да предаје на мађарском језику, а по Закону из 1844. године и администрација је почела да се води на мађарском језику, јер је он постао званични језик у Угарском делу Хабзбуршке монархије.
За време Револуције од 1848. до 1849. године, настава се није изводила, а школска зграда је у борбама била уништена, као и велики део школске документације.
Након Револуције, у Хабзбуршкој монархији је заведен Бахов апсолутизам и школа поново добија германски карактер, а због лоших финансија, Немци су покренули акцију добровољних прилога.
Када је 1868. године, Годра напустио место директора, наследио га је Карољ Зварињи који ту остао само годину дана. 1869. године, директор постаје Ђула Халаши (Јулиус Халаси). На његов захтев, школа је добила државно-јавни статус који је потврђен од стране Министарства просвете 1873. године и њен назив је промењен у Патронатску реалну гимназију.
1866. године налаже се затварање школе због лоших услова, али су грађани добровољним прилозима започели рад на изградњи нове зграде за школу у којој се налази и данашња гимназија. Камен темељац нове зграде је постављен 1888. године, а исте године је школа и усељена.
Године 1898. је зграда школе дограђена и том приликом је школа добила гимнастичку салу и салу за цртање.
Иако је држава 1871. године преузела бригу о школи, није била у стању да се брине о њој, па финансирање преноси на локални ниво, тј. на врбаску општину, а гимназија мења назив у Нововрбаска државно-субвенционисана месна гимназија.
У тренутку кад је мађаризација била појачана, тадашњи директор гимназије Александар (Шандор) Секељ је 1894. године покренуо иницијативу за прелаз школе у Потпуну вишу гимназију, што се и десило 1909. године. Одмах након подизања ранга школе, почињу да се предају предмети из потпуне гимназије. У школи је постајала Наставничка и Омладинска библиотека, филолошки музеј, колекција медаља, природњачка збирка, учила за историју и географију, прибор за цртање, реквизити за физичко васпитање и инструменти за музичко образовање. Највећи проблем је био изучавање мађарског и латинског језика.
Настава у Нововрбаској гимназији у току Првог светског рата одвијала се ометано. Иако је настава била редовна, једно кратко време је у згради гимназије била смештена Војна команда града.
Школске 1911/12. године су из врбаске Гимназије изашли први матуранти.
Државни школски надзор обављао је врховни школски директор за сегединско школско подручје све до краја школске 1917/18. године.

### Период од 1919. до 1941. године
На основу Тријанонског мировног уговора 1920, највећи део подручја насељеног Немцима у Јужној Мађарској припао је Краљевини Срба, Хрвата и Словенаца. Сениор Петер Вајман сазвао је школски одбор општинске гимназије. Одлучено је да се од београдског Министарства за школство и културу затражи да наставни језик буде немачки. Тој молби је удовољено и за кратко време је у Новом Врбасу постојала гимназија са немачким наставним језиком.
Године 1920. је ову школу похађао 321 ученик. Било је 10 немачких наставника и професора других националности који су знали немачки. Школске 1924/25. године. тачније у фебруару 1925, дакле, усред школске године, расформирани су разреди 5-8, а наредне године је отворена гимназија са српским наставним језиком, којој су прикључена немачка паралелна одељења за разреде 1-4.
Број ученика је, из године у годину растао. Школске 1931/32. године број ученика је био 627. Наставнички колегијум је обухватао 31 професора и наставника који су предавали у 17 одељења. Школа је уживала добар глас па су имућни београдски родитељи радо слали своје синове за Врбас јер им је тамо био обезбеђен интернатски смештај а добијали су и веома добро образовање. Међутим, школске 1932/33. године школа је имала 335 ђака, од тога 150 ученика у немачким одељењима. Број наставника се смањио, околност педагошке мањкавости допринела је слому школе. Школске 1933/34. године почело је постепено гашење виших разреда гимназије. У пети разред више нису уписивани ученици. Последњи испит зрелости на Државној гимназији одржан је у јуну 1936. године. Још 16 ђака је похађало осми разред и њих 11 је положило испит.
Гимназији је поново био одобрен рад 6. јула 1940. Зграда је реновирана и, са малим закашњењем, 8. октобра је почела са радом Немачка гимназија у Новом Врбасу. У првој школској години школа је имала 468 ђака а од тога су 82 биле ученице.
Настава је прекинута 31. марта 1941. пошто је Југославија нападнута. По наређењу Среске војне команде у Кули, ученицима су подељена сведочанства о завршетку одговарајућег разреда на основу полугодишњих оцена и оцена добијених до 31. марта.
Школска 1941/42. година започела је под мађарском управом. У школским годинама до 1945. рад у школи се одвијао по мађарским школским прописима.

## Школска година
Гимназију ђаци похађају у две смене — преподневну и поподневну. Смене се смењују на сваких месец дана. У једну смену иду нижи разреди, први и други, а у другу старији, трећи и четврти. Ђаци имају 30-так часова недељно, у просеку шест дневно. Као и у свим српским средњим школама, школска година траје од септембра почетне до јуна наредне године. Једино четвртаци годину завршавају раније, у мају. Школска година је подељена на четири класификациона периода, током којих ученици морају добити бар по две оцене из сваког предмета, и то први (од септембра до новембра), други (од новембра до децембра), трећи (од јануара до марта), и четврти класификациони период (од марта до априла или јуна).

## Списак директора гимназије
- Јохан Блази 1809-1816. године
- Матијас Славковски 1822-1824. године
- Ђерђ Јесенски 1824-1826. године
- Карл Абафи 1826-1836. године
- Михаел Годра 1836-1868. године
- Карл Зварињи 1868-1869. године
- Јулиус Халаши 1869-1875. године
- Лудвиг Ковалски 1875-1899. године
- Стефан Телчери 1899-1900. године
- Еуген Валахи 1900-1901. године
- Александар (Шандор) Секељ 1901-1920. годинеГимназија данас, поглед из дворишта
- Јанко Гарић 1920-1925. године
- Јован Васић 1925-1932. године
- Димитрије Ђорђевић, в.д. 1932-1934. и директор 1934-1940. године
- Рада Адамов 1940-1941. године
- Љубомир Брешић (фебруар-мај) 1945. године
- Александар Коровин 1945-1948. године
- Никола Л. Вукчевић 1948-1951. године
- Богдан Морачић 1951-1954. године
- Вуко Ђапић 1954-1955. године
- Никола Банићевић 1955-1956. године
- Милош Недељков 1956-1958. године
- Бранко Даковић 1958-1967. године
- Радосав Иковић 1967-1997. године
- Здравко Бјелица 1998-2002. године
- Светозар Вујачић 2002-2013. године
- Љиљана Ковачевић 2013-2015. године
- Бранка Прекић 2015-2016. године
- Татјана Кажић 2016-2024. године
- Диана Јакић 2024-